# István Fekete
István Fekete (Gölle, 25 gennaio 1900 – Budapest, 23 giugno 1970) è stato uno scrittore ungherese, autore di numerosi romanzi per ragazzi e storie di animali.

## Biografia
È forse più noto per il suo romanzo per ragazzi Tüskevár ("Castello di spine", 1957), sulle vacanze estive di due ragazzi di città all'angolo tra il lago Balaton e il fiume Zala, le loro esperienze, avventure, il contatto con la natura nella sua forma autentica. Sono aiutati da un vecchio nel loro graduale viaggio nella virilità. Il romanzo è stato insignito del Premio Attila József nel 1960 e da esso è stato un film nel 1967 (vedi la sua voce su IMDb ). Il romanzo inoltre è stato votato come l'ottavo romanzo più amato dell'Ungheria nella Grande Lettura nel 2005. Il suo sequel è stato Téli berek ("Winter Grove," 1959).
Questo romanzo, così come Vuk: The Little Fox e Thistle, erano anche nella top 100 della Big Read.